# Sojuzmuljtfiljm
Sojuzmultfilm (rus. Союзмультфи́льм) - ruska filmska kompanija koja se bavi proizvodnjom animiranih filmova, osnovana u Moskvi 10. lipnja 1936. Jedan je od osnivača Asocijacije animirane kinematografije.
Trenutno je podijeljen na dva studija: Kreativno-proizvodno udruženje Filmski studio "Sojuzmultfilm" i Filmski fond "Sojuzmultfilm".